# Batalla de Peleliu
La batalla de Peleliu, nombre en clave Operación Stalemate II, fue un enfrentamiento entre las fuerzas de los Estados Unidos y el Imperio Japonés en el océano Pacífico durante la Segunda Guerra Mundial, entre septiembre y noviembre de 1944 en la isla de Peleliu (una de las islas Palaos).
Las fuerzas de los EE. UU. inicialmente estaban compuestas solo por la 1.ª División de Marines, relevada más tarde por la 81.ª División de Infantería del Ejército. Se luchó para capturar una pista de aterrizaje en la pequeña isla de coral. El general William H. Rupertus, comandante de la 1.ª División de Marines, dijo que conquistarían la isla antes de cuatro días, pero debido al buen sistema de fortificaciones preparadas por los japoneses y a una fuerte resistencia, la batalla duró más de dos meses. Esta batalla sigue siendo una de las más duras del frente del Pacífico, también la más fútil y controvertida de la guerra, debido a su cuestionable valor estratégico y al gran número de bajas americanas y japonesas. Al considerar el número de hombres que participaron, Peleliu tuvo la mayor tasa de bajas de cualquier batalla en la Guerra del Pacífico.

## Antecedentes
En el verano de 1944, las victorias en el suroeste y el Pacífico Central habían llevado la guerra más cerca de Japón, con los bombarderos norteamericanos capaces de atacar a las principales islas japonesas. Había cierto desacuerdo entre los Jefes del Estado Mayor Conjunto sobre cuál de las dos estrategias presentadas derrotaría al Imperio Japonés de la forma más rápida. La estrategia propuesta por el general Douglas MacArthur sugería la reconquista de Filipinas, seguida por la captura de Okinawa, y después atacar Japón directamente. El almirante Chester Nimitz sugirió una estrategia más directa, eludir las Filipinas, atacar Okinawa y Formosa y usarlas como base para invadir la parte continental de China, seguida de la futura invasión de las islas más al sur de Japón.
Las estrategias de los dos comandantes incluían la invasión de Peleliu, pero por razones diferentes. La 1.ª División de Marines ya había sido elegida para hacer el asalto. El presidente Franklin D. Roosevelt viajó a Pearl Harbor para entrevistarse personalmente con los dos comandantes y escuchar sus argumentos. La estrategia de MacArthur acabó siendo la elegida. Sin embargo, antes de que MacArthur pudiera seguir con su plan de reconquistar las Filipinas, las islas Palaos, y más específicamente Peleliu y Angaur, debían ser neutralizadas y construida una pista de aterrizaje para proteger el flanco derecho de MacArthur.

## Preparativos

### Fuerzas japonesas

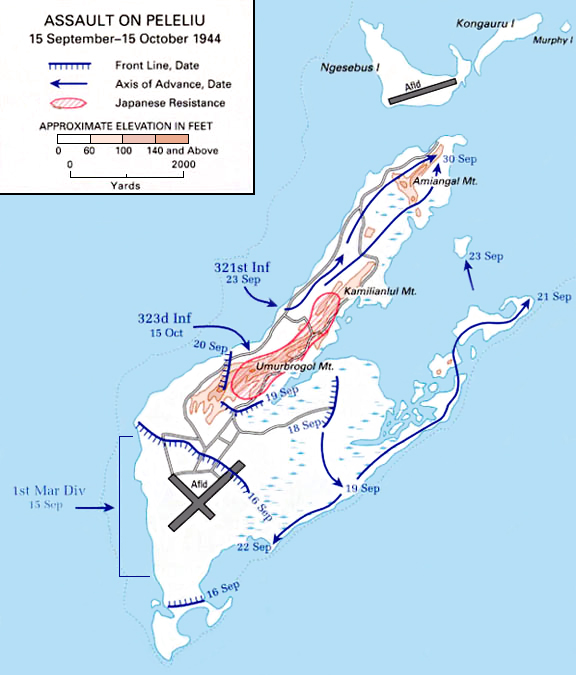
Mapa de la batalla de Peleliu.

En el verano de 1944, las islas Palaos fueron ocupadas por unos 30 000 soldados japoneses, con unos 11 000 hombres en Peleliu, compuesta por el 14.ª División de Infantería; también había trabajadores procedentes de Corea y Okinawa. El coronel Kunio Nakagawa, comandante del 2.º Regimiento de la División, dirigió los preparativos para la defensa de la isla.
Después de perder las islas Salomón, Gilbert, Marshall y Marianas, el Ejército Imperial Japonés reunió a un equipo de investigación para desarrollar una nueva estrategia de defensa de la isla y, sobre todo, abandonar las suicidas cargas Banzai. La nueva estrategia consistía en deshacer las formaciones de las unidades que desembarcasen, para formar un sistema de fortificaciones similar a una colmena, sustituir los ataques Banzai por contraataques coordinados y atraer a los estadounidenses a un sangriento combate de desgaste para obligarles a invertir más recursos en un ataque directo. El coronel Nakagawa concentró todas sus fuerzas en el interior de la isla. Usando el terreno en su beneficio, y construyendo una serie de búnkeres fortificados, cuevas y trincheras en gran parte conectadas entre ellas.

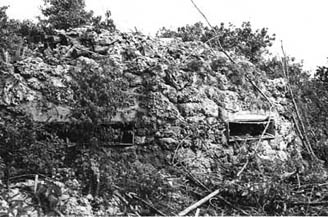
Fortificaciones japonesas en Peleliu.

La mayoría de las defensas de Nakagawa se basaron en el punto más alto de Peleliu, el risco de coral Umurbrogol formado por una serie de colinas y crestas empinadas. Situado en el centro de Peleliu, Umurbrogol tenía una gran vista sobre gran parte de la isla, incluyendo el campo de aviación. Umurbrogol contenía unas 500 cuevas abiertas en la piedra caliza, conectadas por túneles. Las cuevas fueron transformadas en fortificaciones con posiciones fijas de artillería y nidos de ametralladoras. El ejército japonés también fortificó las bases de Umurbrogol con morteros 81 mm y de 150 mm y cañones de 20 mm, una compañía de tanques ligeros y un destacamento de artillería antiaérea así como con un cañón naval montado en tierra. Las cuevas y búnkeres fueron conectados a un vasto sistema de túneles que cubrían toda la isla, que permitiría a los japoneses evacuar o reocupar las posiciones cuando fuera necesario.
Los japoneses también usarían el difícil terreno de las playas en su favor. El extremo norte de la isla, lugar de los posibles desembarcos, tenía una barrera natural de coral de 9,1 m con vista a una pequeña península, un lugar al que los estadounidenses le llamaron The Point (El Punto). Se cavaron agujeros en la cresta para dar cabida a cañones antitanque de 47 mm y cañones de 20 mm. Las posiciones fueron selladas y luego cerradas, dejando solo una rendija para poder disparar a las playas. Posiciones similares fueron hechas a lo largo de 3 km del tramo de playas.
Los japoneses cubrieron las playas con miles de obstáculos para los vehículos de desembarco, principalmente minas y un gran número de proyectiles de artillería pesada, enterrados y preparados para que explotaran al ser pisados. Un batallón fue colocado a lo largo de la playa para enfrentarse con las tropas que desembarcaran, destinadas para retrasar el avance estadounidense. Los invasores, rota esta defensa, tendrían que ir tierra adentro y enfrentarse a las fortificaciones.

### Fuerzas estadounidenses

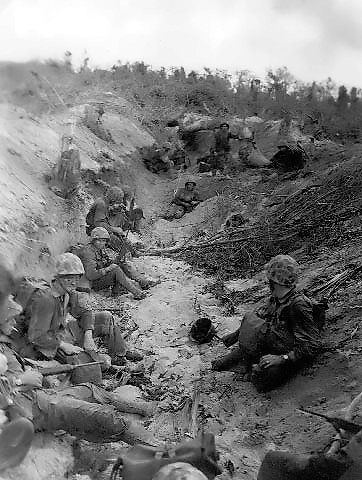
Marines en Orange Beach 2.

A diferencia de los japoneses, que alteraron drásticamente sus tácticas para la próxima batalla, el plan de invasión de Estados Unidos no cambió mucho en comparación con las operaciones anteriores, incluso después de sufrir 3 000 bajas y un retraso de dos meses para derrotar a los japoneses en la batalla de Biak. En Peleliu, los planificadores estadounidenses decidieron desembarcar en la parte suroeste de la isla, debido a su proximidad a la pista de aterrizaje en el sur de la isla. El 1.er Regimiento de Marines, bajo el mando del coronel Lewis B. Puller, debería desembarcar en las playas más al norte. El 5.º Regimiento de Marines, bajo el mando del coronel Harold D. Harris, lo haría por el centro de la isla y el 7.º Regimiento de Marines, bajo el mando del coronel Herman H. Hanneken, en el extremo sur.
El apoyo de la artillería lo aportaría el 11.º Regimiento de Marines que desembarcaría después de los regimientos de infantería. El plan era que el 1.er Regimiento y el 7.º Regimiento presionasen a los defensores en la isla, protegiendo el flanco izquierdo del 5.º Regimiento, permitiendo a estos capturar el campo de aviación situado en el centro de las playas del desembarco. El 5.º Regimiento debería presionar por el este dividiendo la isla en dos. El 1.er Regimiento iría cara el norte hasta Umurbrogol y el 7.º Regimiento liberaría el sudeste de la isla. Solamente quedaría atrás en reserva un batallón, con la 81.ª División de Infantería disponible para dar apoyo en Angaur, al sur de Peleliu.
El 4 de septiembre, los marines zarparon de Pavuvu, al norte de Guadalcanal (Islas Salomón), un viaje de 2 100 km a través del Pacífico hasta Peleliu. Un equipo de Demolición Submarina iba al frente para limpiar las playas de obstáculos, mientras que buques de guerra de la Armada realizaron un bombardeo masivo en los días previos a la invasión de Peleliu.
La Task Force 38 compuesta por los acorazados USS Pennsylvania, USS Maryland, USS Mississippi, USS Tennessee, y USS Idaho (BB-42), los cruceros pesados, USS Columbus, USS Indianapolis, USS Louisville, USS Minneapolis y USS Portland, los cruceros ligeros USS Cleveland, USS Denver y USS Honolulu, ocho portaaviones, cinco de ellos eran ligeros. En total la Armada disparó 519 proyectiles de 16 pulgadas, 1 845 de 14 pulgadas, 1 793 bombas de 500 libras y unas 73 412 balas de calibre .50.
Los estadounidenses creían que el bombardeo masivo sería clave para el éxito de la operación, afirmando el almirante Jesse Oldendorf que la Marina se había quedado sin objetivos. En realidad, la mayoría de las posiciones japonesas estaban intactas. Incluso el batallón encargado de defender la playa quedó prácticamente ileso. Durante el asalto, los defensores de la isla abrirían fuego de forma disciplinada, que era algo inusual en los japoneses, evitando que sus posiciones fueran descubiertas rápidamente. El bombardeo apenas consiguió destruir los aviones japoneses en la isla ni los edificios que rodeaban el aeropuerto, permaneciendo los japoneses en sus posiciones, listos para enfrentarse a las tropas que desembarcasen.

## Batalla

### Desembarcos

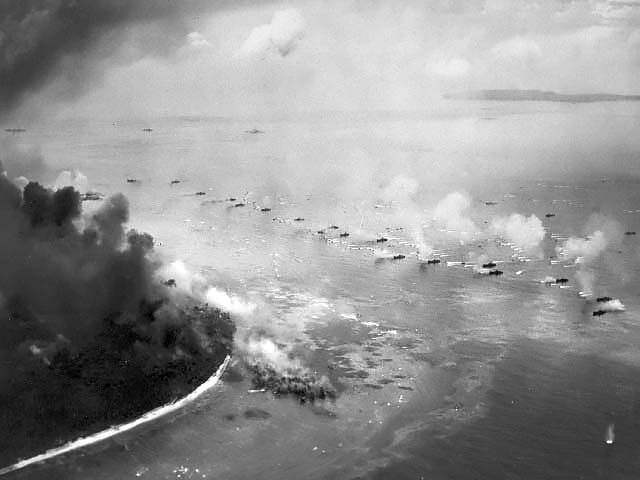
La primera oleada de LVTs aproximándose a las playas.

Los marines desembarcaron a las 08:32 horas del 15 de septiembre de 1944; el 1.er Regimiento en el norte en White Beach (Playa Blanca), el 5.º y 7,º Regimiento el centro y sur en la Orange Beach (Playa Naranja). A medida que las lanchas de desembarco se acercan a las playas, los japoneses salieron de sus escondites y abrieron fuego contra los estadounidenses. Las posiciones en las barreras de coral debilitaban los flancos de los Marines a medida que se exponían a las armas de 47 mm y a los cañones de 20 mm. A las 09:30 horas, los japoneses ya habían destruido 60 vehículos de desembarco (LVTs y DUKW.)

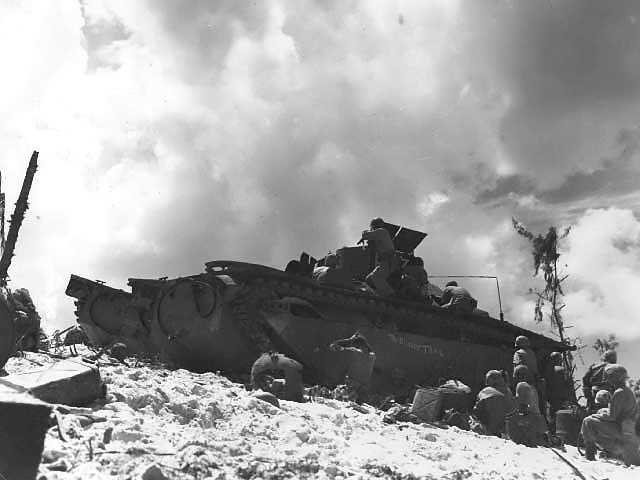
Marines usando como refugio un Amtrac.

El 1.er Regimiento se quedó encallado debido al intenso fuego que procedía de The Point situado en Umurbrogol. El coronel Puller sobrevivió a pesar de que un proyectil impactó en su LVT y toda su sección de comunicaciones había sido eliminada en el camino hacia la playa. El 7.º Regimiento también se enfrentaba a problemas similares por culpa de la artillería enemiga. Muchos LVTs fueron destruidos, obligando a sus ocupantes a nadar hasta la costa mientras eran hostigados por el fuego de las ametralladoras enemigas. Hubo muchas bajas. Robert Leckie, que participó en el desembarco perteneciendo a la 1.ª División de Marines, en su libro Mi casco por almohada comienza al describir la batalla diciendo: "Peleliu era ya un holocausto". Muchos de los Marines que consiguieron llegar a las playas habían perdido sus rifles y su equipo esencial.
El 5.º Regimiento fue el que más progresó en el día D, debido a la distancia entre ellos y las defensas enemigas. Consiguieron llegar al aeropuerto, pero Nakagawa ordenó un contraataque para intentar detenerles. Su compañía blindada cruzó el aeropuerto y forzó a los marines a retroceder, pero los blindados japoneses fueron eliminados muy pronto junto con los soldados de infantería que los acompañaban, por los cazabombarderos y cañones navales.
Al final del Día D, los estadounidenses avanzaron unos 3 km. Su mayor avance fue en el sur de la isla, pero el 1.er Regimiento no consiguió progresar mucho debido al ataque temerario en The Point.
Los marines sufrieron 1 111 bajas entre muertos y heridos cuando las previsiones de bajas del Día D eran de 500.
El general Rupertus había pronosticado que los japoneses se derrumbarían rápidamente una vez que su perímetro se rompiera, pero no sabía que los japoneses habían cambiado de táctica.

### El aeródromo / Sur de Peleliu

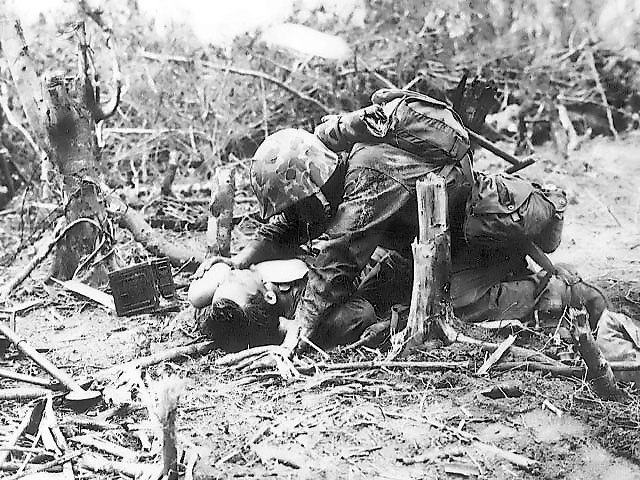
Marine herido en Peleliu.

El día D+1, el 5.º Regimiento avanzó con el fin de conquistar el aeródromo y llegar hasta el otro lado de la playa. Cruzaron rápidamente la pista de aterrizaje bajo intenso fuego de artillería procedente de las posiciones más altas, causándoles muchas bajas. Una vez que pudieron capturar el aeródromo, avanzaron hacia el este, dejando la misión de acabar con los defensores del sur de la isla al 7.º Regimiento.
Esta área aún estaba ocupada por los japoneses que estaban apostados en varias casamatas en las proximidades. Las temperaturas en la isla alcanzaron los 46 °C, y los marines sufrían muchas bajas a causa de la insolación y falta de agua ya que parte del agua suministrada lo fue en barriles que habían contenido antes gasolina o aceite y no habían sido limpiados previamente, no pudiendo ser bebida. Aun así, en el octavo día de lucha, el 5.º y 7.º Regimiento habían conquistado sus objetivos, manteniendo el aeródromo y las posiciones altas de la isla. Con la captura del aeródromo, las fuerzas estadounidenses comenzaron a utilizarlo. Los aviones de reconocimiento L-2 Grasshopper del escuadrón VMO-1 de los Marines, comenzaron a hacer vuelos de reconocimiento para la artillería de la Armada y de los Marines. El 26 de septiembre (día D+11), los F4U Corsair del escuadrón VMF-114 de los marines comenzaron a bombardear las posiciones del enemigo por toda la isla y también atacaron las fortificaciones japonesas. Los F4U dispararon cohetes para volar las entradas abiertas en las cuevas, también usaron napalm, siendo la segunda vez que se utilizaba en el Pacífico. El napalm demostró su utilidad al quemar la vegetación que ocultaba las posiciones japonesas y matando a sus ocupantes al quemar el oxígeno de los túneles en que se encontraban.

### The Point

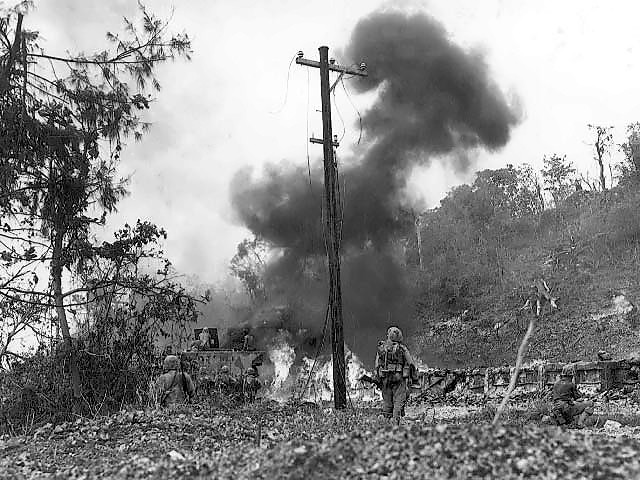
Combates en Peleliu.

La fortaleza natural, The Point, seguía costando numerosas bajas a los Marines que desembarcaban. El general Puller ordenó al capitán George Hunt, comandante de la Compañía K, 3.er Batallón, 1.er Regimiento, capturar la posición. Se acercaron a The Point con pocos suministros al haber perdido la mayor parte de sus armas en la playa. Uno de los pelotones de Hunt estuvo inmovilizado casi un día entero en una posición vulnerable. El resto de su compañía también estaba en peligro cuando los japoneses rompieron su línea por la mitad, cortando su flanco derecho. Sin embargo, un pelotón de fusileros fue destruyendo las posiciones japonesas una por una. Utilizando granadas de humo para poder cubrirse, destruían las posiciones con granadas. Después de eliminar seis nidos de ametralladoras, los marines se enfrentaron al fuego de un cañón de 47 mm que se encontraba en una cueva. Un teniente arrojó una granada de humo, lo que permitió al cabo Henry W. Hahn lanzar una granada a través de la abertura de la cueva. La granada detonó los proyectiles de 47 mm, obligando a los ocupantes a salir de la cueva, y terminaron siendo abatidos por los estadounidenses.
La Compañía K consiguió capturar The Point pero Nakagawa ordenó un contraataque para recuperar la posición. En un espacio de 30 horas los japoneses lanzaron cuatro contraataques contra la Compañía K, a la que le quedaban pocos suministros y se le agotaba el agua. Los marines tuvieron que recurrir al combate cuerpo a cuerpo para defenderse de los ataques japoneses. Cuando llegaron los refuerzos, a la Compañía K le quedaban 18 hombres, sufriendo 157 bajas en la batalla por The Point.

### Isla Ngesebus
El 5.º Regimiento, después de conquistar el aeródromo, fue enviado a capturar la isla Ngesebus, justo al norte de Peleliu.
Ngesebus estaba ocupada por varias posiciones de artillería japonesas que tenían a tiro el aeródromo. La pequeña isla estaba unida con Peleliu por un pequeño puente natural, pero el coronel Harris comandante de 5.º Regimiento, se decidió por un asalto anfibio, en previsión de que los japoneses hubieran fortificado el pequeño puente anticipando un ataque estadounidense.
Harris coordinó un bombardeo previo al asalto anfibio de la isla el 28 de septiembre, llevado a cabo por F6F Hellcat del portaaviones USS Wasp y por el acorazado USS Mississippi y los cruceros USS Columbus y USS Denver, y por la artillería del 11.º Regimiento de Marines. A diferencia del bombardeo en Peleliu, el de Ngesebus tuvo un gran éxito, neutralizando la mayoría de las posiciones japonesas. Los marines aún se enfrentarían a una fuerte resistencia, pero la isla caería rápidamente en manos estadounidenses. Las bajas del 5.º Regimiento fueron de 15 muertos y 33 heridos, por las 470 bajas en los japoneses.

### Bloody Nose Ridge

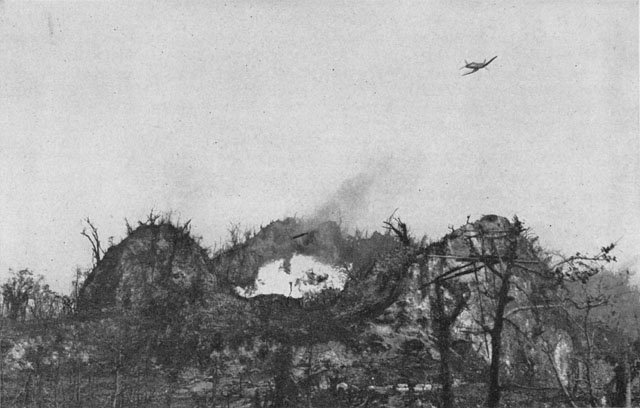
Un F4U Corsair lanzando bombas de Napalm sobre las posiciones japonesas en Umurbrogol.

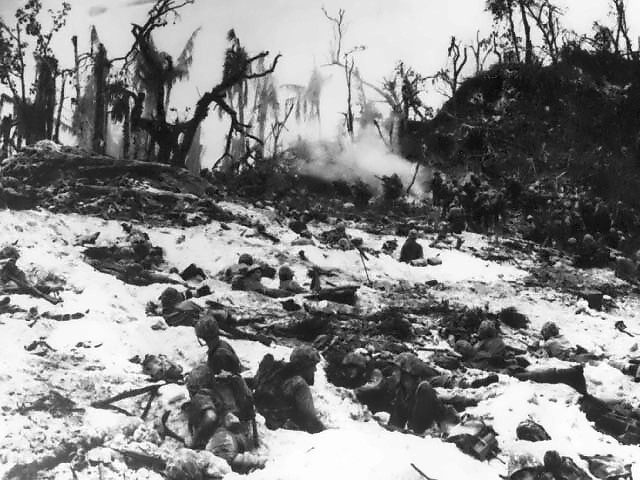
Marines atrincherados cerca de una posición japonesa, finales de septiembre principios de octubre de 1944.

Después de capturar The Point, el 1.er Regimiento se dirigió al norte de Umurbrogol, a un punto llamado por los marines Bloody Nose Ridge. El coronel Puller lideró a sus hombres en numerosos asaltos, pero cada ataque fue neutralizado rápidamente por los japoneses. El 1.er Regimiento acabó atrapado en el valle, con fortificaciones enemigas a cada lado causando un mortal fuego cruzado. Los Marines sufrirían muchas bajas mientras avanzaban por el valle. Los japoneses mostraron nuevamente una gran disciplina cuando abrían fuego, disparando justo donde pudieran infringir más bajas. Con el aumento de las bajas, los francotiradores japoneses empezaron a disparar a los camilleros, a sabiendas de que si dos camilleros resultaban heridos o muertos, más tendrían que regresar para reemplazarlos, y los francotiradores podrían escoger de manera constante cada vez más marines. En lugar de sus ataques banzai, los japoneses se infiltraban en las líneas estadounidenses durante la noche para atacar a los Marines en sus respectivas trincheras. Los Marines empezaron a cavar nuevas trincheras y colocar dos hombres en cada una, para que uno pudiera dormir mientras el otro montaba guardia.
Una batalla particularmente sangrienta en Bloody Nose se produjo cuando el 1.er Batallón, 1.er Regimiento bajo el mando de mayor Raymond Davis, atacó la Colina 100. Durante seis días de duros combates, el batallón perdió el 71 % de sus hombres. El capitán Everett P. Pope y su compañía penetraron profundamente en el valle. Le llevó un día, y después de una dura lucha, alcanzar lo que él pensaba era la cumbre, pero solo era el comienzo de otro valle, ocupado por más tropas japonesas.
Atrapado en la base del valle, el capitán Pope estableció un pequeño perímetro defensivo, que fue atacado sin descanso durante la noche por los japoneses. Los marines pronto se quedaron sin munición y tuvieron que luchar contra los agresores con cuchillos, bayonetas y sus manos, algunos hasta recurrieron a lanzar piedras y las cajas vacías de la munición. Pope y sus hombres lograron resistir hasta el amanecer. Cuando abandonaron su posición, sólo quedaban nueve hombres. Pope recibirá la Medalla de Honor.

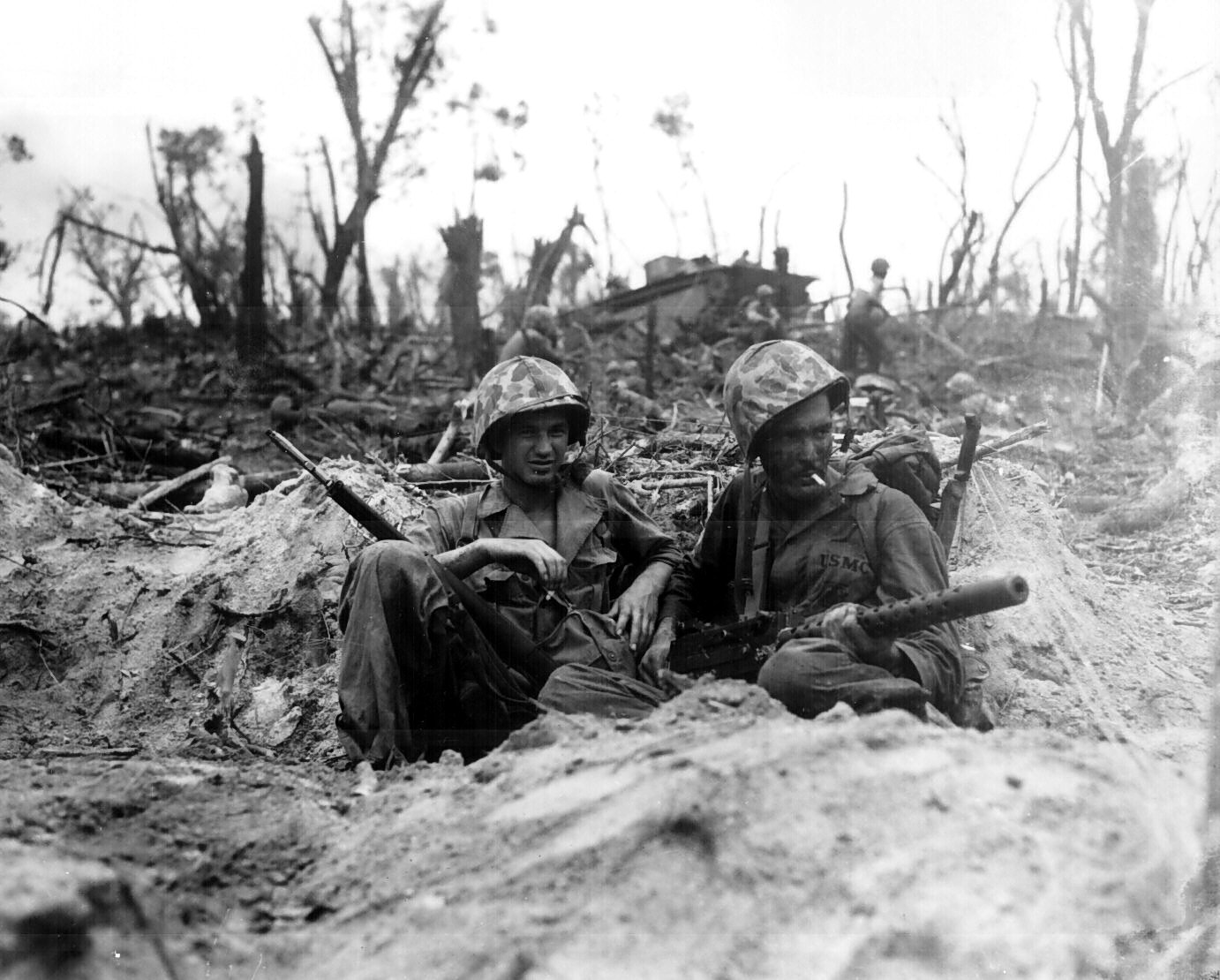
Dos Marines descansando tras los duros combates, 14 de septiembre de 1944.

El 1.er Regimiento tuvo un 60 % de bajas, perdió aproximadamente 1749 de los 3000 hombres. Después de seis días de una dura batalla en las sierras y los valles de Umurbrogol, el general Roy Geiger, comandante del III Cuerpo Anfibio, envió unidades de la 81.ª División de Infantería a Peleliu para relevar al 1.er Regimiento. El 23 de septiembre el 321.º Regimiento de Combate desembarcó la parte oeste de las playas de Peleliu, al norte de la montaña Umurbrogol. El regimiento 321.º, el 5.º y 7.º Regimiento de Marines atacaron Umurbrogol, sufriendo numerosas bajas.
A mediados de octubre, el 5.º y 7.º Regimiento habían perdido alrededor de la mitad de sus hombres. El general Geiger decidió evacuar a toda la 1.ª División de Marines, y reemplazarla por más tropas de la 81.ª División de Infantería. El 323.º Regimiento de Combate desembarcó el 15 de octubre, y en la tercera semana de octubre, la mayoría de todos los marines habían sido evacuados de nuevo a Pavuvu.
Las tropas del Ejército se dividieron para enfrentarse a los últimos defensores japoneses en Bloody Nose Ridge, la lucha se prolongó un mes más antes de ocupar la isla. Al final Nakagawa proclamó «Nuestra espada se ha roto y se nos han terminado las lanzas». Luego quemó la bandera del regimiento y se suicidó. Fue ascendido póstumamente a teniente general por sus actos en Peleliu.
Pequeños grupos de soldados japoneses mantuvieron una guerra de guerrillas hasta febrero de 1945.
Un teniente japonés con 26 soldados de la 2.ª División de Infantería y 8 marineros del 45.º cuerpo de guardia se mantuvieron escondidos en las cuevas de Peleliu hasta el 22 de abril de 1947 y solo se rindieron después de que un Almirante japonés les convenció de que la guerra había acabado. Esta fue la última rendición oficial de la Segunda Guerra Mundial.

## Condiciones climáticas
Uno de los principales impedimentos que hizo aún más ardua la tarea de hacerse con el control de la isla de Peleliu fue el duro clima tropical presente en gran parte de las islas del Pacífico. La isla presentaba unas características muy desfavorables para librar una batalla, aparte del hecho de que los marines estadounidenses desembarcaran en Peleliu en plena época de monzón, lo que dificultó aún más la captura del aeródromo y de The Point. El barro anegaba los campamentos improvisados, provocando un estado de abatimiento y depresión en un gran número de soldados, llegando incluso a tener lugar suicidios entre las filas americanas.

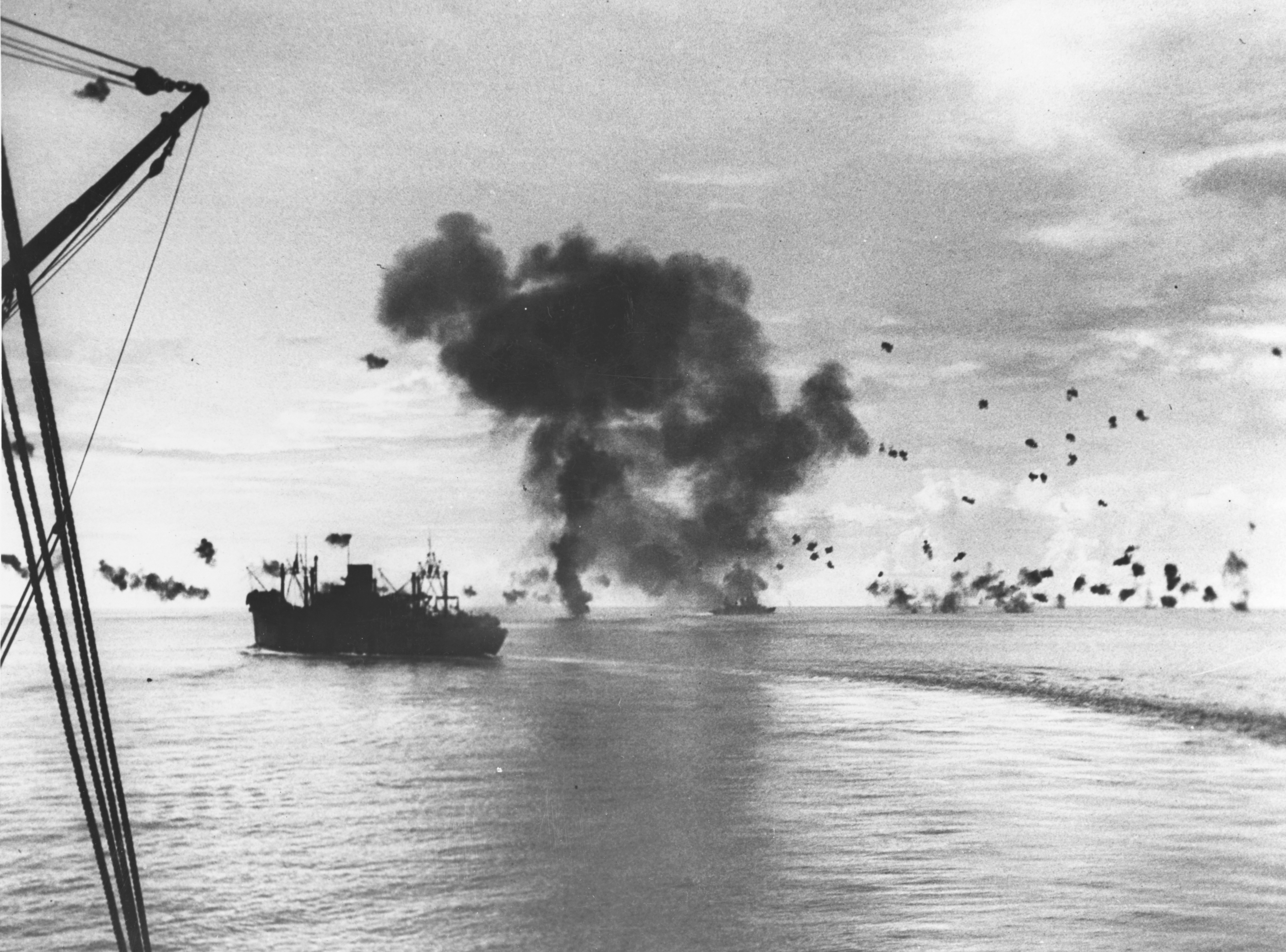
Imagen de Guadalcanal, antesala de la batalla de Peleliu.

## Consecuencias

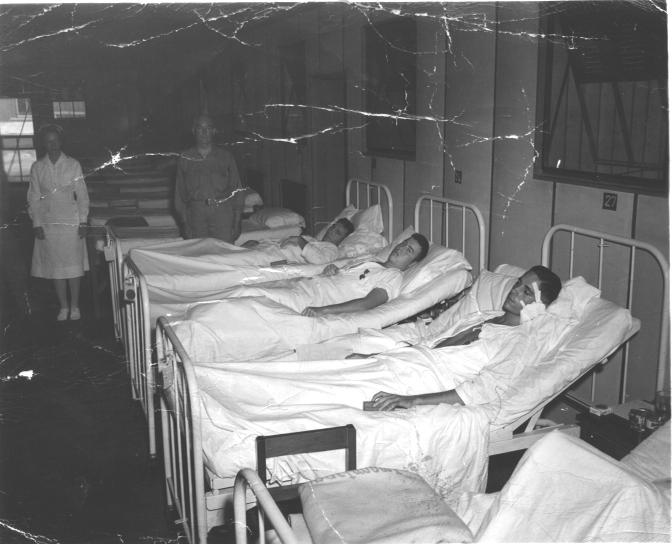
Marines en un hospital en Guadalcanal tras ser heridos en la batalla de Peleliu.

La expulsión de los japoneses de los alrededores de Umurbrogol es considerado como una de las luchas más difíciles a la que los militares estadounidenses se enfrentaron en toda al Segunda Guerra Mundial. La 1.ª División de Marines sufrió numerosas bajas y se mantuvo fuera de la acción hasta la batalla de Okinawa el 1 de abril de 1945. En total la 1.ª División sufrió más de 5000 bajas durante su mes de Peleliu, un tercio de los hombres que la componían murieron, fueron heridos o se dieron por desaparecidos. La 81.ª División de Infantería sufrió más de 3000 bajas durante su permanencia en la isla.
La batalla es objeto de polémica debido al bajo valor estratégico de la isla. El aeródromo se usó poco en los posteriores ataques a las Filipinas. La isla nunca fue utilizada como base para las incursiones posteriores, el atolón Ulithi, en las Islas Carolinas al norte de Palaus, se utilizó como base para la invasión de Okinawa. La batalla fue eclipsada por el regreso de MacArthur a Filipinas y los aliados apuntan hacia la Alemania en Europa.
Las batallas de Angaur y Peleliu mostró a los estadounidenses la forma de cómo los japoneses defenderían sus islas, que se volvería a ver en Iwo Jima y Okinawa. El bombardeo naval antes del asalto anfibio en Iwo Jima fue ligeramente más eficaz que en Peleliu, pero en Okinawa el bombardeo preliminar fue magnífico. Las fuerzas terrestres estadounidenses en Peleliu adquirieron experiencia a la hora de asaltar las posiciones fortificadas, como las que se encontrarían de nuevo en Okinawa.
Por recomendación del almirante William F. Halsey, Jr., la ocupación prevista de la isla de Yap en las islas Carolinas fue cancelada. Halsey había recomendado que los desembarcos en Peleliu y Angaur fueran cancelados y que los marines y soldados fueran enviados a la isla de Leyte, pero fue desautorizado por Nimitz.

## Honores y medallas
La más alta condecoración militar de los Estados Unidos, la Medalla de Honor fue concedida a ocho marines durante los combates en Peleliu, cinco de ellas a título póstumo (indicado con *)
- Cabo Lewis K. Bausell, 1.er Batallón, 5.º Regimiento (1/5)*
- Soldado de Primera Clase Arthur J. Jackson, 3.er Batallón, 7.º Regimiento (3/7)
- Soldado de Primera Clase Richard E. Kraus, 8.º Amphibian Tractor Battalion *
- Soldado de Primera Clase John D. New, 2.º Batallón, 7.º Regimiento (2/7)*
- Soldado de Primera Clase Wesley Phelps, 3.er Batallón, 7.º Regimiento (3/7)*
- Capitán Everett P. Pope,1.er Batallón, 1.er Regimiento (1/1)
- Soldado de Primera Clase Charles H. Roan, 2.º Batallón, 7.º Regimiento (2/7)*
- Teniente Primero Carlton R. Rouh, 1.er Batallón, 5.º Regimiento (1/5)